# Scopocira vivida
Scopocira vivida là một loài nhện trong họ Salticidae.
Loài này thuộc chi Scopocira. Scopocira vivida được Elizabeth Maria Gifford Peckham & George William Peckham miêu tả năm 1901.